# Marie-Madeleine Hachard
Marie-Madeleine Hachard, född 17 februari 1704, död 9 augusti 1760, var en fransk brevskrivare och ursulin. Hon var medlem av ursulinerorden, och var grundaren av ursulinerklostret i New Orleans i dåvarande franska Louisiana. Hennes korrespondens har publicerats och anses som en viktig historiskt dokumentering.